# Argas bureschi
Argas bureschi är en fästingart som beskrevs av Dryenski 1957. Argas bureschi ingår i släktet Argas och familjen mjuka fästingar. Inga underarter finns listade i Catalogue of Life.